# スイスホテル・ナイラートパーク・バンコク
スイスホテル・ナイラートパーク・バンコク(Swissôtel Nai Lert Park Bangkok)は、タイの首都であるバンコク・パトゥムワン区に存在した最高級ホテル。旧名称はヒルトン・インターナショナル・バンコクで、2004年1月4日に名称を変更した。2016年12月31日、閉業。2019年6月にモーベンピック BDMS ウェルネスリゾートバンコク(Mövenpick BDMS Wellness Resort Bangkok)にリニューアルオープン。

## 特徴
1983年開業。
緑あふれる広大な敷地に建てられた5階建て338室のホテル。バンコクの中心部にありながら、喧騒とは隔絶されている。
パッケージツアーやホテルクーポンで利用される客室は約35平方メートルで比較的広く、全室バルコニー付きである。
天皇と皇后が2006年6月にタイを歴訪した際に宿泊している。
2016年12月31日閉業。跡地には総合病院を含むウェルネスセンターが開業する予定。

## 施設
- ISOレストラン(ISO Restaurant)　コンチネンタルビュッフェ
- マ・メゾン(Ma Maison)　フランス料理
- 源氏(Genji)　日本料理
- ノーブルハウス(Noble House)　広東料理
- シン・バー(Syn Bar)　バー
- スパ
- プール　屋外に1か所

など